# Lürssen
Lürssen GmbH, eller Lürssen Werft er et tysk skibsværft med base i Bremen.
De bygger private lystyachter.
Nogle af de mest kendte lystyachter Lürssen har bygget er Skat, Rising Sun og Octopus.

## Galleri
- Dilbar
- Octopus
- Rising Sun
- Pelorus
- Eos
- Kismet
- Azzam
- Aurora
- Radiant